# Вікторія Джастіс
Вікторія Доун Джастіс (англ. Victoria Dawn Justice; нар. 19 лютого 1993, Флориді, США) — американська акторка і співачка.
Народилась в родині Серени і Зака Джастіс.
Вона пуерторіканка (по лінії матері), але має ірландські, німецькі, французькі й англійські корені (по лінії батька).
Її сім'я переїхала з Флориди в Лос-Анджелес, коли Вікторії було 11 років. Вікторія почала свою кар'єру акторки в 2003 році (у віці 10 років), з'явившись в епізоді серіалу «Дівчата Гілмор». Після її появи в серіалі, сім'я Джастіс вирішує переїхати в Лос-Анджелес, а бажання Вікторії стати акторкою стало ще більшим.

## Фільмографія
| Рік         | Назва                                 | Роль                    |
| ----------- | ------------------------------------- | ----------------------- |
| 2003        | Дівчата Гілмор                        | Джилл №2                |
| 2005        | Все тіп-топ, або життя Зака і Коді    | Ребекка                 |
| 2005        | Зоуі 101                              | Лола Мартінез           |
| 2005        | Мері                                  | Стелла                  |
| 2005        | Божевільна сімейка                    | маленька Ніккі          |
| 2005        | Silver Bells                          | Роза                    |
| 2006        | Останнє Пророцтво                     | Холлі                   |
| 2006        | 5 невідомих                           | Дочка                   |
| 2006        | Любов вдівця                          | Талія Томпсон           |
| 2008 / 2011 | айКарлі                               | Шелбі Маркс / Торі Вега |
| 2008        | Зоуі 101: за кадром                   | Лола Мартінез           |
| 2009        | True Jackson, VP                      | Вівіан                  |
| 2009        | Захоплюючий                           | Таммі                   |
| 2009        | Королі Епплтауна                      | Бетсі                   |
| 2009        | Мисливці за монстрами                 | Фея Ейріс               |
| 2010/2011   | Вікторія-переможниця                  | Торі Вега               |
| 2010        | Хлопчик, який розповів про перевертня | Джордан Сандс           |
| 2010        | Пінгвіни Мадагаскару                  | Стейсі                  |
| 2012        | Перший час                            | Джейн Гармон            |
| 2012        | Курдупель                             | Рен                     |
| 2013        | Через паркан                          | Семмі Рейс              |
| 2018        | Містер Олімпія                        | Югетт Уайдер            |
| 2025        | Форс-мажори: Лос Анджелес             | Ділан Прайор            |

## Дискографія
Вікторія Джастіс не тільки акторка, вона всерйоз займається музикою, Вікторія виконувала пісні для серіалу «Вікторія-переможниця», в якому вона була головною героїнею — Вікторія «Торі» Вега. Також виконала саундтрек до фільму «Захоплюючий», де також грала роль дівчини — «Таммі».

### Саундтреки
1. ↑  Discogs — 2000.